# Annie Vivanti

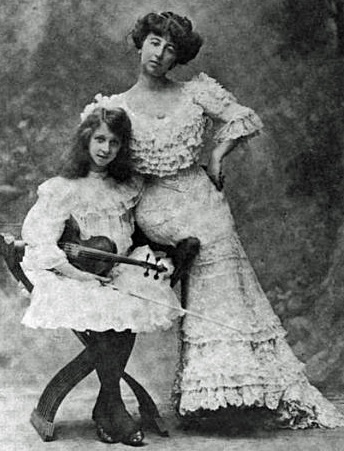
Annie Vivanti Chartres junto a su hija Vivien.

Annie Vivanti Chartres (Londres, 7 de abril de 1866-Turín, 20 de febrero de 1942), también conocida como Anita Vivanti o Anita Vivanti Chartres, fue una escritora italiana nacida en Gran Bretaña.

## Biografía
Annie Vivanti era hija de Anselmo Vivanti, un exiliado italiano de origen judío, y Anna Lindau, una escritora alemana nacida en Londres. Sus tíos fueron Paul y Rudolf Lindau, ambos, reconocidos escritores. Su padre, gran seguidor de Mazzini, encontró asilo político en la capital británica tras los levantamientos de 1851 en Mantua y fue un importante comerciante de seda y presidente de la Società Reduci dalle Patrie Battaglie y de la Cámara de Comercio Italiano de Nueva York.
Annie se crio en Italia, Inglaterra, Suiza y Estados Unidos. En 1890, publicó Lírica, una colección de poesía, con un prefacio de Giosuè Carducci. Al año siguiente, publicó una novela Marion artista di caffè concerto.
En 1892 se casó con el periodista y abogado anglo-irlandés John Chartres. Durante los siguientes años vivió en Inglaterra y en Estados Unidos, donde escribió únicamente en inglés. Su obra más famosa de este período es Los Devoradores, publicado en 1910, obra inspirada por su hija, Vivien, un prodigio del violín. El libro fue reescrito en italiano como I divoratori en 1911.
Al igual que su marido, que fue miembro de Sinn Féin, Vivanti apoyó la independencia de Irlanda redactando artículos para diferentes periódicos y revistas, así como asistiendo a la delegación irlandesa en Versalles en 1919.
Annie Vivante también defendió la causa italiana en los periódicos ingleses durante la I Guerra Mundial. Tras la Guerra, apoyó a Mussolini y contribuyó en los periódicos nacionalistas italianos tales como Il Popolo d'Italia y L'Idea Nazionale
En 1941, viviendo en Italia, fue puesta bajo arresto domiciliario debido a sus conexiones con Inglaterra y, durante un tiempo, sus libros fueron prohibidos en Italia debido a su ascendencia judía. Algunas fuentes afirman que Vivien se suicidó en Londres en este mismo año, aunque al parecer Vivien murió durante un ataque aéreo en Londres en 1941. Poco antes de su propia muerte en Turín, Annie Vivanti Chartres se convirtió al catolicismo.